# Låt & Leklaget
Låt & Leklaget är en svensk musikgrupp, startad 1979, med inriktning på sång och musik för barn.
Låt & Leklaget är Sveriges mest långvarigt och omfattande verksamma musikgrupp för barn med långt över 4000 konserter och sceniska föreställningar över hela landet och i nordiska grannländer. Gruppen bildades 1979 av bland andra basisten och låtskrivaren Kaj Magnusson, gitarristen och skådespelaren Bert Kolker och gitarristen och sångaren Cloffe Widén. Widén fick idén till att starta gruppen efter en resa till Östafrika och gruppens musikstil bygger mycket på internationella influenser – särskilt från Afrika och Latinamerika – som jazz, salsa, samba, reggae, soul etc. Genom åren har ett flertal musiker och gästartister medverkat i verksamheten, till exempel Hector Bingert, Claes Wang, Jan Svedestig, Tina Ahlin, Hjalmar Öhrström, Kettil Medelius, Esbjörn Svensson, Anna Norberg, Maria Llerena, Berit Andersson och många fler.
Gruppen har gjort sju egna radioserier, en självbetitlad SVT-serie i fem avsnitt 1985, medverkat i flera program som Vi i femman, givit ut sångböcker och sex egna skivor, varav tre nominerade för Grammis, och samproduktioner med andra.

## Priser och utmärkelser
- 1998 – Alice Tegnér-musikpriset

## Diskografi
- 1983 – Afrikaresan
- 1985 – Låt & Leklaget (Musik från TV-serien)
- 1988 – Indiansagor från Nordamerika (med Ulla Carin Nyquist)
- 1991 – Kom å låt
- 1992 – En vandring i naturen (med Ulla Carin Nyquist)
- 1994 – Bulleribång
- 1996 – Kom o va mé (notbok med singback-cd)
- 1998 – Barnens musiktåg (med flera medverkande)
- 2000 – Karneval på Gröna Lund
- 2003 – Resan till Rio